# 1814 au théâtre
| Années du théâtre : 1811 - 1812 - 1813 - 1814 - 1815 - 1816 - 1817    |
| Décennies du théâtre : 1780 - 1790 - 1800 - 1810 - 1820 - 1830 - 1840 |

## Pièces de théâtre représentées
- 28 février 1814 – Joconde, ou les Coureurs d'aventures, de Nicolo sur un livret d’Étienne au Théâtre de l'Opéra-Comique[1].

## Décès
- 27 février : Julien Louis Geoffroy, journaliste et critique dramatique français, né le 17 août 1743.

- 25 avril : Louis-Sébastien Mercier, écrivain français, romancier, dramaturge (auteur d'une trentaine de pièces de théâtre), essayiste, journaliste, né le 5 juin 1740.